# 2010년 동계 올림픽 크로아티아 선수단
2010년 동계 올림픽 크로아티아 선수단은 캐나다 밴쿠버에서 개최된 2010년 동계 올림픽에 참가한 올림픽 크로아티아 선수단이다.

## 메달리스트

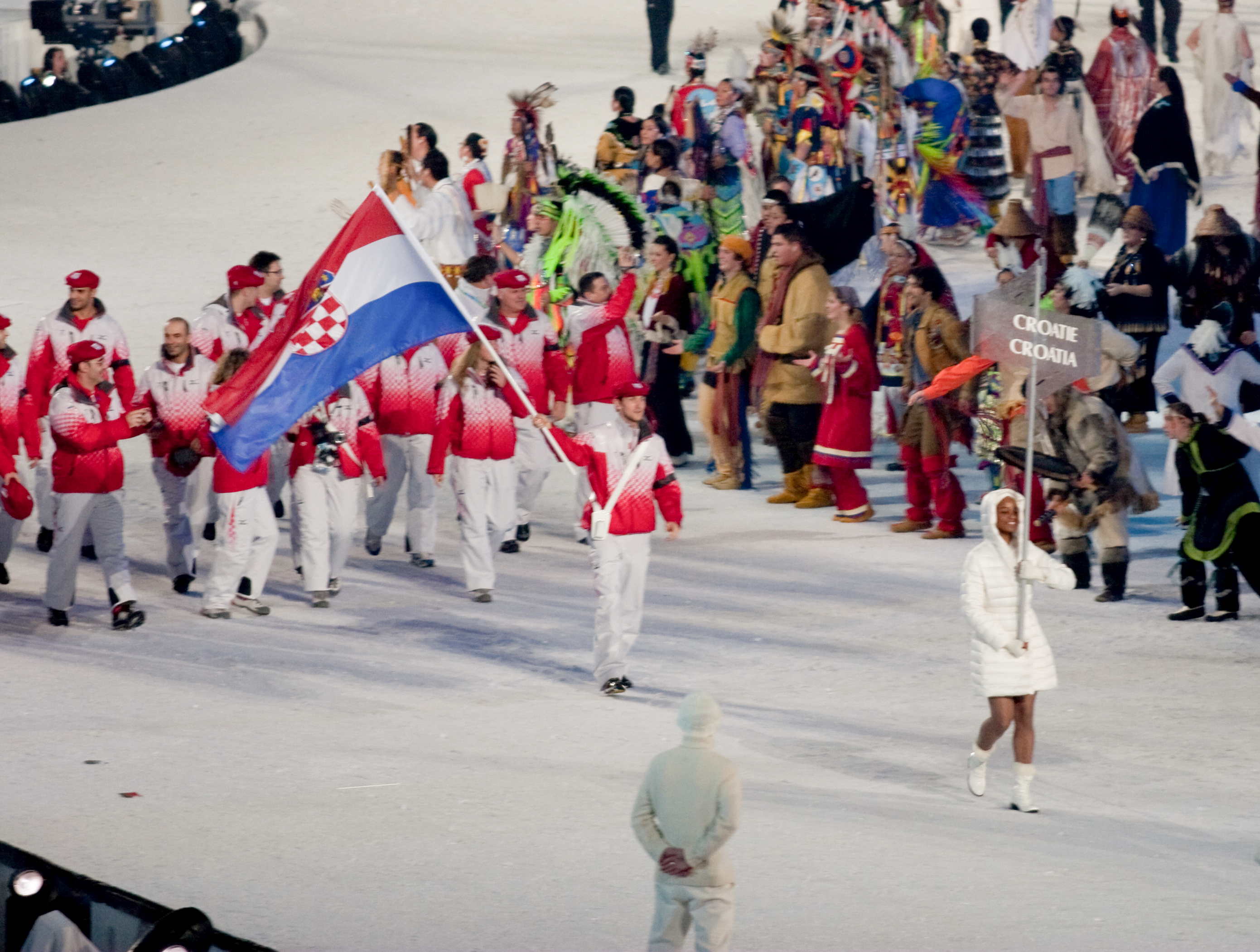
개회식에서의 크로아티아 선수단

| 메달   | 선수              | 종목        | 세부종목      |
| ------ | ----------------- | ----------- | ------------- |
| 은메달 | 이비차 코스텔리치 | 알파인 스키 | 남자 복합     |
| 은메달 | 이비차 코스텔리치 | 알파인 스키 | 남자 활강     |
| 동메달 | 야코프 파크       | 바이애슬론  | 남자 스프린트 |

## 같이 보기
- 올림픽 크로아티아 선수단